# Carl Ludwig von Budberg gen. Bönninghausen

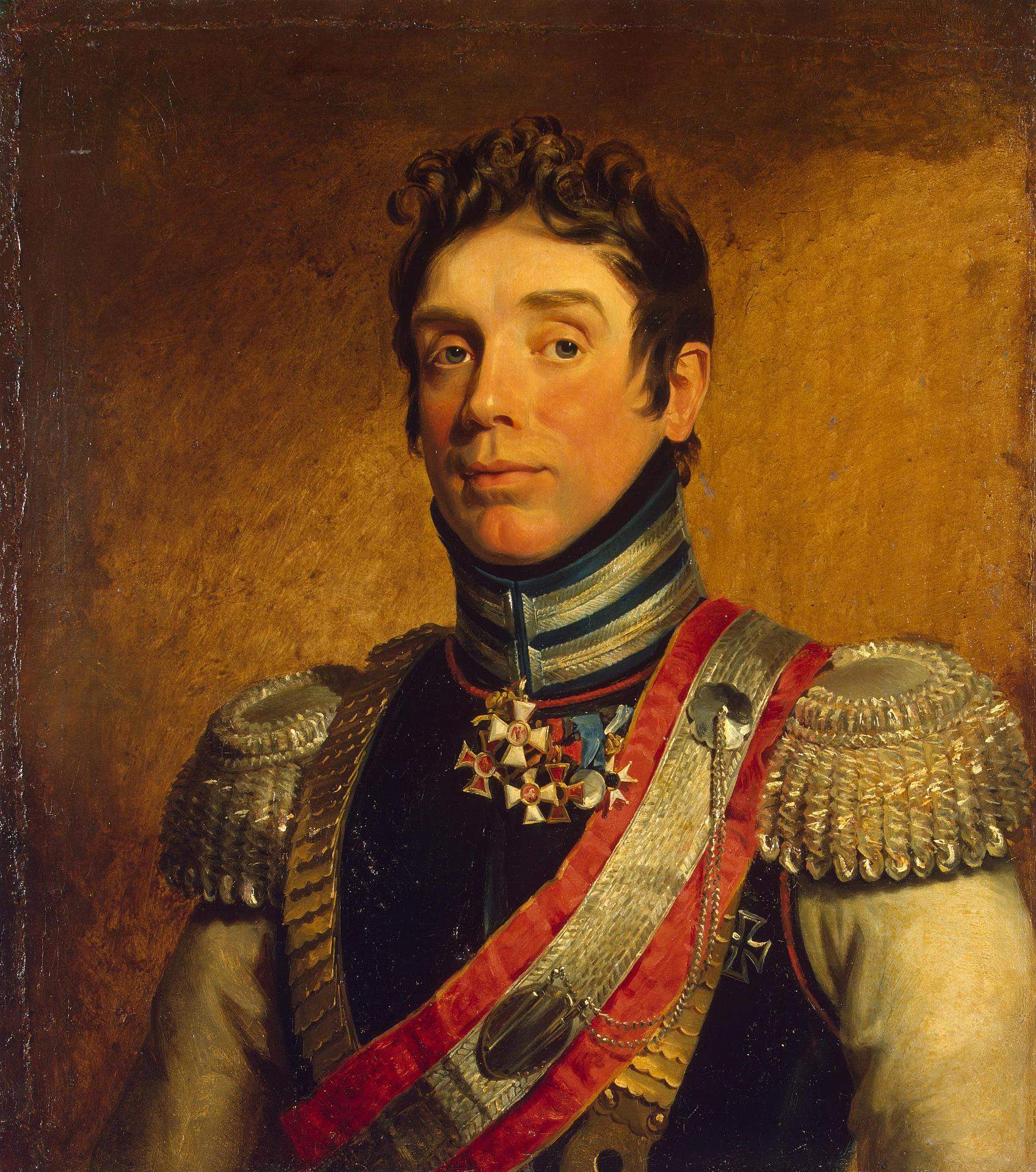
Carl Ludwig von Budberg

Carl Ludwig Freiherr von Budberg gen. Bönninghausen (russisch Карл Васильевич Будберг; * 17. Junijul. / 28. Juni 1775greg. in Widdrisch, Livland; † 19. Augustjul. / 31. August 1829greg. in Lüle-Burgas) war ein russischer Generalmajor.

## Leben

### Herkunft und Familie
Carl Ludwig war Angehöriger der livländischen Freiherren von Budberg. Seine Eltern waren der russische Brigadier sowie Erbherr auf Inzeem und Widdrisch Ludwig Otto von Budberg (1729–1797) und Elisabeth Sophie, geb. von Löwenstern (1748–1811). Er vermählte sich 1801 mit Karoline Charlotte Jakobine Berens von Rautenfeld (1779–1839), einer Tochter des russischen Generalleutnants Johann Georg Berens von Rautenfeld (1741–1805). Aus der Ehe gingen zwei Töchter hervor.

### Werdegang
Budberg begann seine Laufbahn in der Kaiserlich Russischen Armee bei der Garde. Er war 1795 Rittmeister in einem Dragoner-Regiment und Adjutant von General Lacy. 1799 avancierte er zum Brigademajor und 1801 zum Oberstleutnant. Budberg nahm an allen Schlachten des Vierten Koalitionskrieges teil und erhielt 1807 den Wladimir-Orden IV. Klasse. Nach seinem Aufstieg zum Oberst 1808 wurde er 1811 erst Kommandeur dann Chef des Podolsker Kürassier-Regiments, mit dem er sich während Napoleons Russlandfeldzug besonders auszeichnete, woraufhin das Regiment zum Leibregiment erhoben wurde. Bei Borodino wurde er verwundet und erhielt den Georgs-Orden IV. Klasse. Seine Beförderung zum  Generalmajor erfolgte 1813. Er wurde 1815 Brigade-Kommandeur der 1. Kürassier-Division und 1824 Kommandeur der 2. Husaren-Division. Im Türkenkrieg war Budberg 1829 Kommandeur der russischen Vorhut in Bulgarien und verstarb auf dem Feldzug an der Pest.